# HD 13931 b
HD 13931 b とは、2010年に発見された太陽系外惑星である。地球からアンドロメダ座の方角に140光年離れた恒星 HD 13931 を公転している。木星の2倍の質量がある巨大惑星で、木星に似た円軌道を11.5年で一周する。

## 特徴
HD 13931 b は、W・M・ケック天文台で観測を行っていたカリフォルニア惑星探査 (CPS) 計画によって見出され、2010年に他の3つの惑星（HD 34445 b, HD 126614 Ab, グリーゼ179b）と併せて公表された。惑星の確認には12年間の観測で集められた恒星の視線速度変化のデータが用いられた。
主星の HD 13931 はスペクトル型G0Vの恒星で、光度は太陽の1.6倍前後と推定されている。惑星の HD 13931 b は木星の1.9倍以上の質量を持つ天体で、木星のような巨大ガス惑星と見られている。半径5.2天文単位のほぼ真円の軌道を11.5年かけて公転しており、これは木星の軌道（半径5.20天文単位、周期11.9年）によく似ている。